# Arranhó
Arranhó ist eine Gemeinde (Freguesia) im portugiesischen Kreis Arruda dos Vinhos. In ihr leben 2584 Einwohner (Stand 19. April 2021).